# Vierge à l'Enfant d'Éréac
La Vierge à l'Enfant de l'église Saint-Pierre à Éréac, une commune du département des Côtes-d'Armor dans la région Bretagne en France, est une sculpture créée au XVe siècle. La Vierge à l'Enfant est inscrite monument historique au titre d'objet le 13 mars 1973. 